# Новомихайловский (Удмуртия)
Новомихайловский — починок в Завьяловском районе Удмуртии, входит в Ягульское сельское поселение.
Починок расположен на берегах небольшого притока Ягулки в 12 км к северу от центра Ижевска, в 1,5-2 км от ИКАД. С юга и востока к починку примыкают коттеджные посёлки (деревня Старое Михайловское).
| 2010 | 2012 |
| ---- | ---- |
| 71   | →71  |